# Sprzęgło sygnałowe
Sprzęgło sygnałowe to urządzenie elektromechaniczne służące do samoczynnego nastawiania sygnału "Stój" na semaforach kształtowych (lub "Semafor wskazuje sygnał Stój!" na tarczach ostrzegawczych) pod wpływem przejazdu pociągu. Pociąg powoduje zmiany w obwodzie elektrycznym sprzęgła, co powoduje iż pędnia ramienia semafora (na zdjęciu górna pędnia) dostaje luzu - zatem ramię samoczynnie opada do położenia zasadniczego ("Stój!"), niezależnie od położenia dźwigni sygnałowej w nastawni (która za pośrednictwem stalowych lin pędniowych połączona jest z dolną pędnią). Semafor przestawia się w położenie zasadnicze także w przypadku zaniku prądu w obwodzie sprzęgła.

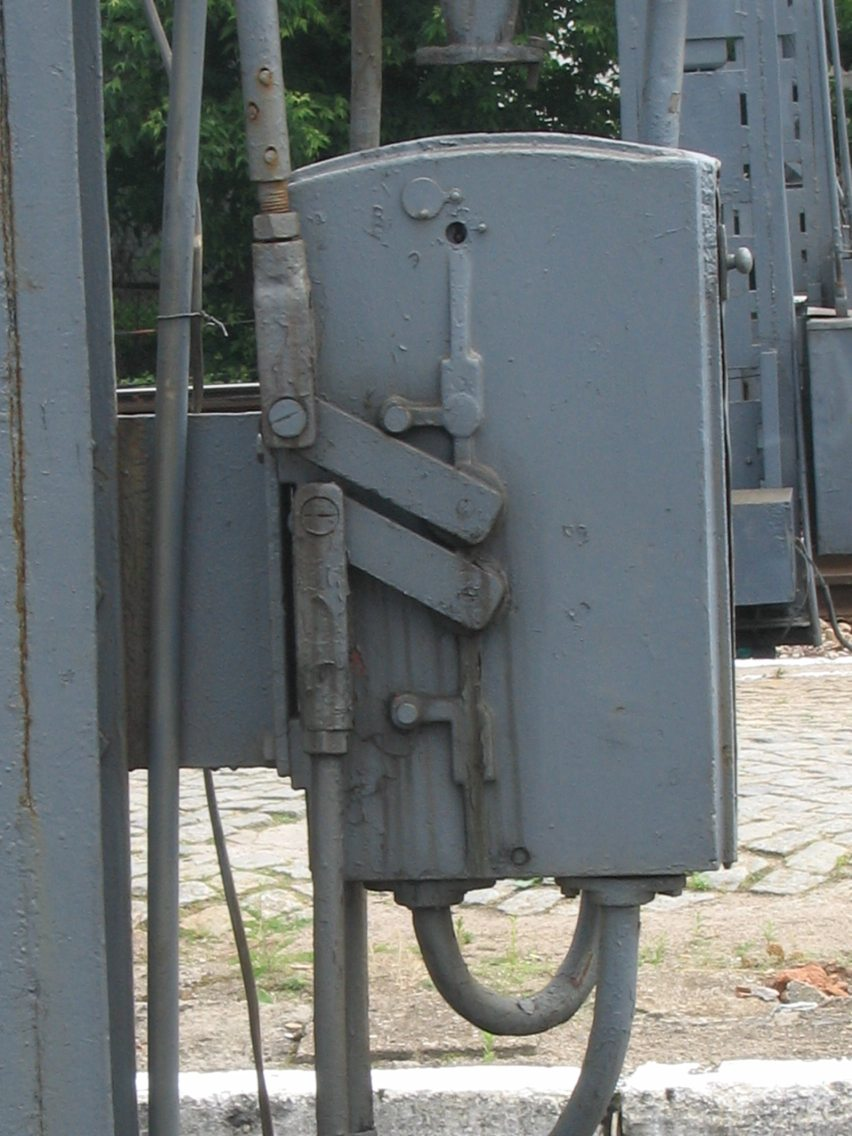
Sprzęgło sygnałowe w położeniu zasadniczym

## Zastosowanie
Jeżeli urządzenie sygnalizacyjne nie jest wyposażone w sprzęgło sygnałowe, to aby po przejeździe pociągu semafor został przestawiony na sygnał "Stój!", pracownik nastawni musi natychmiast po przejeździe pociągu przełożyć dźwignię sygnałową semafora w położenie zasadnicze ("Stój!"); w przeciwnym razie semafor wciąż pokazuje sygnał zezwalający na jazdę i rodzi to niebezpieczeństwo wjechania kolejnego pociągu na zajęty przez pierwszy pociąg tor.Dzięki zastosowaniu sprzęgła sygnałowego dźwignia sygnałowa może zostać przełożona w dowolnym momencie po przejeździe pociągu. Kolejnym zastosowaniem jest kontrola tarczy ostrzegawczej kształtowej, przy semaforze wjazdowym, odnoszącej się do semafora wyjazdowego. Ponieważ tarcza ta jest zazwyczaj obsługiwana przez tę samą nastawnię co semafor wjazdowy, odpowiednie uzależnienia wykonane są drogą elektryczną. Jeśli podczas nastawiania tarczy semafor wyjazdowy wskazuje sygnał "Stój" tarcza nie zmieni sygnału. Z tego powodu ważna jest kolejność podawania sygnałów: najpierw na semaforze wyjazdowym, później na wjazdowym i tarczy ostrzegawczej.